# Christiane Klumpp
Christiane Wagner, geboren als Christiane Klumpp, (* 22. November 1976 in Freudenstadt) ist eine ehemalige deutsche rhythmische Sportgymnastin. Sie ist dreimalige Deutsche Meisterin nahm an den Olympischen Sommerspielen 1992 in Barcelona teil.
Die 1,64 Meter große Klumpp, die zu ihrer aktiven Zeit ein Wettkampfgewicht von 48 kg hatte, startete für den TV Wattenscheid 01 am Olympiastützpunkt Westfalen in Bochum. Sie nahm an den Olympischen Sommerspielen 1992 in Barcelona mit der deutschen Mannschaft teil. Dort wurde sie in der Einzelwertung Zehnte. Bei der folgenden Weltmeisterschaft im November in Brüssel belegte sie im Mehrkampf Platz 8. Im gleichen Jahr belegte sie bei den Deutschen Meisterschaften im Vierkampf den ersten Platz. Sie gewann mit dem Ball sowie mit den Keulen den 2. Platz (hinter Magdalena Brzeska) und gewann mit dem Reifen sowie mit dem Seil den Deutschen Meistertitel. Bei der Deutschen Turnmeisterschaft 1993 in Bremen war sie jeweils Zweitplatzierte in den Disziplinen Ball, Band und Keule.
Klumpp ist heute verheiratet und hat eine Tochter. Nach ihrem BWL-Studium arbeitete sie viele Jahre im Tourismus und ist heute für die Öffentlichkeitsarbeit der Stadt Freudenstadt verantwortlich. 